# 国勢調査

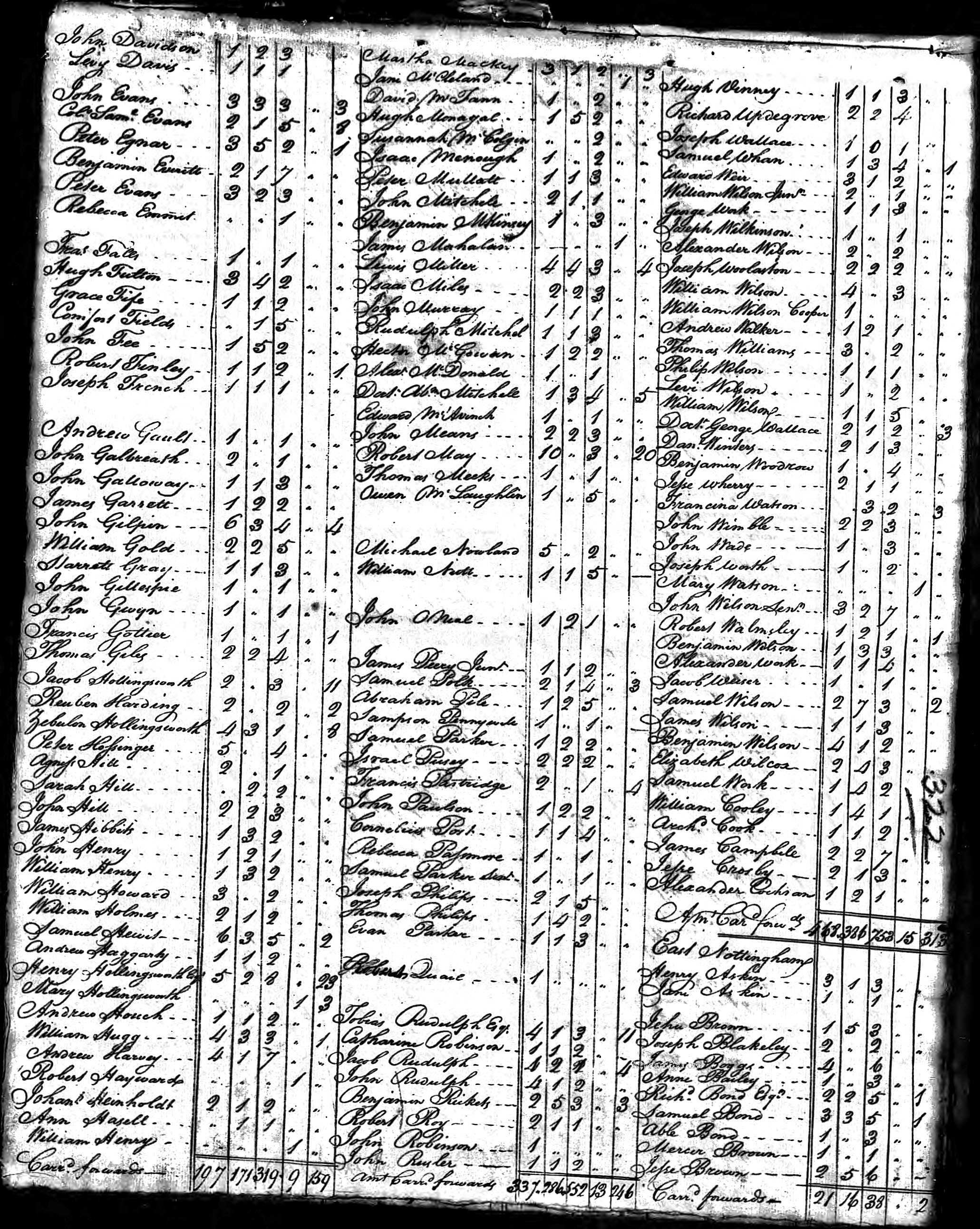
1790年に米国で行われた国勢調査の結果の一部

国勢調査（こくせいちょうさ、英: Census、中: 人口普查）は、ある時点における人口および、その性別や年齢、配偶の関係、就業の状態や世帯の構成といった人口および世帯に関する各種属性のデータを調べる「全数調査」。国勢調査の統計は、人口統計の中で静態統計に分類される。
世界の諸国における国勢調査の実施状況については、国際連合統計部（United Nations Statistics Division）が調査しており、「2010年世界人口・住宅センサス計画」（The 2010 World Population and Housing Census Programme）に詳細が掲載されている。日本語による解説としては、雑誌「統計」（日本統計協会）（平成21年10月号〜平成22年6月号）に連載の「世界の国勢調査」がある。
なお、国勢調査は外来語としてセンサスとも言われる。「センサス（英: Census）」とは、古代ローマにおいて行われていたケンソル（監察官）による市民登録のための資産調査（ケンスス）に由来する。より一般的な意味では、母集団（調査対象全体の集団）の全数を調査するもの、すなわち「全数調査」を意味する語として用いられ、母集団のうちの一部を抽出して調査する「標本調査」と対比される概念である。人口および世帯に関する全数調査としての国勢調査のことを厳密に英語で表現する場合には、"Population Census"または"Population and Housing Census"と呼ばれる。

## 定義
今日、国勢調査の定義として国際的に最も広く用いられているのは、国際連合統計委員会（英語: United Nations Statistical Commission）が2007年に国際統計基準として採択した「人口及び住宅センサスに関する原則と勧告（第2版）」におけるものである。同書によれば、国勢調査は次の4つの要件をすべて満たすべきものとされている。
1. 調査対象を個別に把握すること - Individual enumeration
2. 国土の範囲を網羅していること - Universality within a defined territory
3. 調査が同一時点で実施されること - Simultaneity
4. 定められた周期で調査が実施されること - Defined periodicity

世界の多くの国々の政府統計機関は、この基準に従って国勢調査を実施しており、日本の国勢調査も、これらの要件をすべて満たしているものである。
なお、国勢調査の定義として、桜井健吾（南山大学 経済学部 教授 2007年時点）が各種文献をあたって整理したものを挙げる。
1. 住民を対象に、調査が実際に行われる。したがって、住民台帳など他の資料を集計した業務統計は含まれない。
2. ある地域に住む人全員を対象にすること。
3. 調査票を用い、調査対象である住民が自ら答えること。
4. 記入内容は、氏名を含む個人の属性情報を記載すること。
5. 「うちの町は全部で○人」といった単なる計数調査にしないこと。
6. 調査エリアごとに調査員を派遣し、回答結果のチェックや回収を行うこと。
7. 「○月○日時点での情報」といったように、調査時点を定めること。
8. 規則的に実施されること。

## 歴史

### 起源
国勢調査は、最も古いのは紀元前3800年代バビロン王朝で行われ、約紀元前3000年エジプトや中国などで見られる。英語で「Census」と呼ばれ、新約聖書の「ルカによる福音書」の中に、キリストの生誕に近い時期にローマ帝国の人口調査と行われたとの記述がみられる。

### 中世・近世
中世・近世においても、国家の運営に必要とされる情報を得るために、国家が人口・世帯に関する調査を行った事例が見られるが、それらは今日のような統計の作成を目的とした国勢調査とは性格が異なるものと考えられ、いつの時代のものをもって今日的な意味での国勢調査あるいは「Census」とみなせるかということについては定かではない。

### 近代国家以前の調査
近代国家の成立する以前の国勢調査の調査は、国によって様々である。ヨーロッパでは、出生、婚姻、死亡について教会と密接な繋がりがあったことから、国家が国民を調査するのではなく、出生等の出来事を教会に登録する習慣があった。その記録は、人口統計の発達の基礎となった。教会は
- 教区内の洗礼（出産）や埋葬状況などの情報を管理した教区簿冊を持っている
- 聖職者が地域の指導者的な立場にいたため調査を依頼できる

などの条件がそろっていたため、国勢調査を行う土台となった。
近代的な国勢調査以前の時代においては、国の人口データは国家の最高機密とされていた事例も見られる。そのため出版の自由の議論の際には、「国勢調査の結果を刊行するかしないか」が問題となったケースもある。

### 近代国家
近代国家においては、法に基づいて人口・世帯に関する全数調査が行われるようになった。その中で最も歴史の古いものの一つに、アメリカ合衆国のセンサスがある。アメリカ合衆国では、憲法の中に、下院議員の各州の議席数はセンサスによって得られた各州の人口に比例して配分しなければならないと定められている。このため、アメリカ合衆国では、1790年以来10年ごとに国勢調査（Population and Housing Census）が実施されている（アメリカ合衆国国勢調査を参照のこと）。19世紀以降になると、多くの国々で、それぞれの法令に基づいて国勢調査が実施されるようになった。
日本で国勢調査が本格的に始まるのは1920年からである。もっとも、近代的な方法はそれ以前の実施例が見られる。1868年に徳川家が駿河に移ったとき、同行した杉亨二は、沼津奉行に進言して、翌年この地方の人口調査「人別調」を行った。やがて杉は明治政府の役人となり、1879年に山梨県の人口調査を任された。この「甲斐国現在人別調」は、1846年10月15日に実施されたベルギーの第一回国勢調査において用いられた産業別職業分類法を採用している。1876年、杉は太政官政表課による「日本職業分稿」「日本商業区分稿」の作成に参画している。この二つは、いずれもオーストリア型の肩書き別分類を用いている。1902年（明治35年）に「国勢調査二関スル法律」制定され、1920年（大正9年）に第1回の国勢調査が実施された。

### 現代
今日、国勢調査によって得られた個人情報は、法律によって厳格に秘密を保護されているが、統計として集計された結果については、民主国家においては広く公開されている。これは、国際連合統計委員会が国の統計に関する基本原則として1994年に採択した「官庁統計の基本原則（United Nations Fundamental Principles of Official Statistics）」に基づくものである。この日本語による解説については、官庁統計の基本原則（総務省統計局）を参照。
同基本原則では、「経済・人口・社会・環境の状態についてのデータを政府、経済界及び公衆に提供することによって、民主的な社会の情報システムにおける不可欠な要素を構成している。この目的のため、公的な情報利用に対する国民の権利を尊重するよう、政府統計機関は、実際に役に立つ官庁統計を公正にまとめ、利用に供しなければならない。」としている。
ただし、公開されるのは、あくまでも集計して得られた統計のみであり、個人や世帯に関する個別のデータは厳重に保護されるべきとされている。同基本原則は、「統計機関が統計作成のために収集した個別データは、自然人又は法人に関するものであるかによらず、厳重に秘匿されなければならず、統計目的以外に用いてはならない。」としている。
日本でも、統計法において統計の「理念（第3条）」として、「公的統計は、広く国民が容易に入手し、効果的に利用できるものとして提供されなければならない。」（第3項）及び「公的統計の作成に用いられた個人又は法人その他の団体に関する秘密は、保護されなければならない。」（第4項）と規定されており、同基本原則と同趣旨のことが規定されている。
多くの国では定期的に国勢調査が行われるが、レバノンでは複雑な宗教・民族の対立により、1932年から現在まで国勢調査が行われていない。

## 国勢調査の必要性
今日のような国勢調査の成立には長い歴史的な背景があるが、今日の意味での国勢調査の必要性や意義については、国際連合が世界の専門家と協議して取りまとめた「人口及び住宅センサスに関する原則と勧告（第2版）」に整理して記載されている。
1. 公共政策における公平性の確保及びコンセンサスの形成のための役割（例：政府サービスの配分、議席数の配分、政府資金の地域への配分、選挙区の区割り）
2. 国の統計体系における中核としての役割（例：経済統計や社会統計を作成する上での「ベンチマーク」（注：基準となる統計）、国の行う様々な標本調査を設計するための「フレーム」）
3. 市町村あるいはそれ以下の地域レベルに関する詳細な統計を得るための役割（例：学区に関する統計、自然の境界による区域に関する統計）
4. 各種の研究や分析における利用（例：人口の将来推計）

日本の国勢調査も、諸外国と同様に上記の役割を持っている。これらの役割は、標本調査や行政資料から得られる統計では代替できないことから、国勢調査には不可欠な役割があるとされる。
歴史的に見ると、人口統計については、古代ローマの頃にはすでに調査が行われていたが、その他の属性情報を含んだ国勢調査の必要性は、近代に生じた。近代国家では、各種政策を行うために現在人口の確認、将来人口の推測、国内の労働力の把握、国民の教育状況などを知る必要があるという認識が広まっていった。こうした国家の人口統計調査の必要性は、「生に対する権力（国民が生まれてから死ぬまでを管理する）」（ミシェル・フーコー）や、「近代国家となり、それまで国家の枠組みに組み込まれていなかった労働者階級を国家に組み入れ、各種政策を実施するために必要なもの」（エドワード・ヒッグス）、「観察という科学と政治統治との融合」（阪上孝）などの解釈がある。

## 調査内容

### 調査項目
国勢調査の調査項目に関しては、国際連合の「人口及び住宅センサスに関する原則と勧告（第2版）」に国際的な専門家の検討を踏まえて世界各国が調査することが望ましい項目とその背景の考え方などが定められており、世界の国々はおおむねこれ沿って調査項目を定めている。
調査項目の選定に当たっては、主として
- 国における優先順位
- 国際比較性
- 設問の適切性
- 所要の財源確保

の観点を考慮すべきであるとされている。そして、具体的な調査項目の候補として、特に重要とされる「コア」の項目が20余り、ほかに可能であれば調査することが望ましい附帯あるいは補助の項目が20余り挙げられている。
調査項目数は国によって差異があり、日本の2010年国勢調査では20項目、アメリカ合衆国の2010年国勢調査では10項目（2000年は約50項目）、イギリスの2001年の国勢調査では約40項目などとなっている。日本の国勢調査の調査項目数は、世界的に見ると少ない部類に属する。
イギリスでは宗教の記入欄もあり、オーストラリアやニュージーランドなどイギリスの法律に影響を受けたイギリス連邦諸国でも調査が行われている。2001年には国勢調査で宗教を「ジェダイ」と回答する動きにより、これらの国の宗教調査が影響を受けた。
オーストラリアでは出身国、結婚の有無や収入、持ち家比率、自宅の広さやローン支払いの有無、宗教、使用言語なども調査を行っている。
なお、このような国際連合による国際基準が取りまとめられる以前の国勢調査について歴史的に見ると、調査項目は、その当時の国家が必要であったものが調査されていた。性別や職業、結婚や嫡子・被嫡子、軍人か非軍人か、言語、精神障害、人種、民族、宗教など、様々な項目がある。

### 調査期間
初期の国際的な指針としては、国際統計学会（1853年設立）が「10年以内」と定めている。初期の頃は「5年周期」や「3年周期」など、各国がまちまちな状態にあった。
今日、国際連合の「人口及び住宅センサスに関する原則と勧告（第2版）」では、国勢調査は「少なくとも10年に1回」の割合で実施することを勧告しており、国の人口事情等によってはより頻繁に実施することが望ましいとしている。また、実施時期としては、国際比較性を向上させるため、西暦の末尾が「0」の年、あるいはその近辺で実施することが望ましいとしているが、各国の事情を優先することを容認している。国際連合統計委員会では、2005年から2014年の10年間を「2010年世界人口センサス計画」（The 2010 World Programme on Population and Housing Censuses）の期間としている。
日本の国勢調査は、1920年に第1回が実施されて以来、終戦の年の1945年を除いて西暦の末尾が「0」又は「5」の年の10月1日現在で実施されている。「0」の年の調査は「大規模調査」と呼ばれ、「5」の年の調査は「簡易調査」と呼ばれている。「大規模調査」と「簡易調査」の違いは基本的には調査事項数であり、後者は前者の調査事項の一部を省略して実施されている。日本の2010年国勢調査は、国際連合の「2010年世界人口センサス計画」のちょうど中央の時期に実施されるものである。

### 調査項目の運用
国勢調査の調査項目は次のよう設定されている。
- 世帯主との続き柄、配偶者の有無
- 男女の別、出生の年月
- 教育
- 従業地又は通学地
- 勤め先・業主などの名称及び事業の内容、本人の仕事の内容

### 2020年10月の日本国の国勢調査の調査票
- 世帯について
  - 世帯員の数（総数　男　女）
  - 住居の種類（持ち家、都道府県・公社等の賃貸住宅、民営の賃貸住宅、給与住宅（社宅・公務員住宅など）、住宅に間借り、会社等の独身寮・寄宿舎、その他　のうち1つ）
- 世帯員全員について
  - 氏名及び男女の別
  - 世帯主との続き柄（世帯主又は代表者、世帯主の配偶者、子、子の配偶者、世帯主の父母、世帯主の配偶者の父母、孫、祖父母、兄弟姉妹、他の親族、住み込みの雇人、その他　のうち1つ）
  - 出生の年月
  - 配偶者の有無（未婚（幼児などを含む）、配偶者あり、死別、離別　のうち1つ）
  - 国籍（日本、外国（国名）　のうち1つ）
  - 現在の場所に住んでいる期間（出生時から、出生時から以外（1年未満、1～5年未満、5～10年未満、10～20年未満、20年以上）　のうち1つ）
  - 5年前（平成27年10月1日）にはどこに住んでいましたか（現在と同じ場所、同じ区・市町村内の他の場所、他の区・市町村、外国　のうち1つ）
  - 教育（在学中・卒業（小学、中学、高校・旧中、短大・高専、大学、大学院）、未就学（幼稚園、保育園・保育所、認定こども園、乳児・その他）　のうち1つ
  - 9月24日から30日までの1週間に仕事をしましたか（主に仕事、家事などのほか仕事、通学のかたわら仕事、少しも仕事をしなかった人（仕事を休んでいた、仕事を探していた、家事、通学、その他（幼児や高齢など））　のうち1つ）
- 就業者・通学者について（9月24日から30日までの1週間に仕事をしましたか　で、主に仕事、家事などのほか仕事、通学のかたわら仕事、通学　のうち1つに記入したひと）
  - 従業地又は通学地（自宅（住み込みを含む）、同じ区・市町村、他の区・市町村　のうち1つ）
  - 従業地又は通学地までの利用交通手段（徒歩のみ、鉄道・電車、乗合バス、勤め先・学校のバス　のうち該当するものすべて）
- 就業者について
  - 勤めか自営かの別（雇われている人（正規の職員・従業員、労働者派遣事業所の派遣社員、パート・アルバイト・その他）、会社などの役員、自営業者（雇人あり、雇人なし）、家族従業員、家庭内の賃仕事（内職）　のうち1つ）
  - 勤め先・業主などの名称及び事業の内容
  - 本人の仕事の内容

## 各国・地域の国勢調査
- 国勢調査 (日本)
- アメリカ合衆国国勢調査